# Yunguirius xiangding
Espèce
Yunguirius xiangding est une espèce d'araignées aranéomorphes de la famille des Agelenidae.

## Distribution
Cette espèce est endémique du Sichuan en Chine,. Elle se rencontre dans le xian de Gulin.

## Description
La femelle holotype mesure 13,29 mm.

## Systématique et taxinomie
Cette espèce a été décrite par Li, Zhao et Li en 2023.

## Étymologie
Son nom d'espèce lui a été donné en référence au lieu de sa découverte, Xiangding.

## Publication originale
- Li, Zhao, Okumura, Meng, Li & Chen, 2023 : « Yunguirius gen. nov., a new genus of Coelotinae (Araneae, Agelenidae) spiders from southwest China. » ZooKeys,  vol. 1159, p. 51-67 (texte intégral).